# Immunostymulacja
Immunostymulacja – działanie substancji czynnej leku  polegające na pobudzaniu układu odpornościowego organizmu.
Przykładem substancji o takim działaniu są: czynnik stymulujący tworzenie kolonii granulocytów i makrofagów, interferony, albo lizaty bakterii, w tym autoszczepionki.